# Barranc Fondo d'Adons
El Barranc Fondo d'Adons és un barranc de l'antic terme de Viu de Llevata, de l'Alta Ribagorça, que en la seva meitat final fa de termenal amb l'antic terme municipal ribagorçà d'Espluga de Serra, actualment inclòs en el terme municipal de Tremp, al Pallars Jussà.
Es forma per la confluència del canal de Comabaró i del barranc de l'Avellana, a prop i al nord-oest del Collet de Sant Roc d'Adons, i davalla cap al nord-oest, en direcció a una de les entrades del pantà d'Escales (la Noguera Ribagorçana), al nord-est de Casterner de les Olles, on s'aboca en les aigües del pantà entre el Serrat de l'Obac, a migdia, i la serra de l'Esquena d'Ase, a septentrió.
Aquest barranc fa de límit septentrional de l'Espai Natural de la Serra de Sant Gervàs, i cap a la meitat del seu recorregut passa just pel sud de les Bordes de Curan, on hi ha les restes del Castell de Curan.